# 2011년 롯데 자이언츠 시즌
2011년 롯데 자이언츠 시즌은 롯데 자이언츠가 KBO 리그에 참가한 30번째 시즌으로, 양승호 감독이 팀을 이끈 첫 시즌이다. 팀은 8팀 중 정규시즌 2위에 오르며 4년 연속으로 포스트시즌에 진출했다. 이는 단일리그 전환 후 롯데 자이언츠가 정규시즌에서 기록한 최고 순위이기도 하다. 그러나 시즌 초반 선수 기용과 관련된 벤치의 시행 착오로 조직력이 흐트러져 한때 꼴찌까지 추락한 데다  큰 경기 경험이 부족했던 탓인지 플레이오프에서 SK 와이번스에게 2승 3패로 져 탈락함에 따라 최종 순위는 3위가 되었다.
게다가, 장원준을 빼면 대부분 선발진이 우완이었던터라 상대의 변칙 타선 앞에 무너지기 일쑤였는데 그나마 2005년 주형광  (3선발승) 이후 2선발승 이상 기록한 좌완투수가 장원준 밖에 없었다.
이에 롯데는 2011년 시즌 도중 외국인 좌완 에릭 스털츠를 영입할 예정이었으나  새 기회를 노리던 스털츠(콜로라도 이적)와 그 가족들의 한국행 난색 표명으로 무산되기도 했다.

## 코치
- 윤학길, 김무관, 공필성, 박계원, 가득염, 조원우, 최기문, 주형광

## 타이틀
- 영구결번 지정: 최동원 (11)
- KBO 골든글러브: 강민호 (포수), 이대호 (1루수), 손아섭 (외야수), 홍성흔 (지명타자)
- KBO 골든포토상: 전준우
- 일구상 프로코치상: 조원우
- 스포츠토토 올해의 선행상: 강민호
- 스포츠토토 올해의 기록상: 이용훈
- 카스포인트 어워즈 타자 2위: 이대호
- 올해의 스포츠 부문 대한민국 국회대상: 이대호
- 포브스 구단가치 평가 1위: 롯데 자이언츠
- 한국갤럽 선정 올해를 빛낸 스포츠스타 4위: 이대호
- 한국갤럽 선정 가장 좋아하는 야구 구단: 롯데 자이언츠
- 한국갤럽 선정 가장 좋아하는 한국인 야구선수: 이대호 (1위), 홍성흔 (4위), 강민호 (6위)
- 프로야구 30주년 Legend All-Star BEST 10: 박정태 (2루수)
- 스포츠조선 선정 프로야구 30년 베스트10: 박정태 (2루수)
- 올스타 선발: 강민호 (포수), 이대호 (1루수), 전준우 (외야수), 홍성흔 (지명타자)
- 올스타전 추천선수: 장원준
- 올스타 인기상: 이대호
- 올스타전 우수투수상: 장원준
- 컴투스프로야구 선정 메이저리거 라인업: 이대호
- 출장(타자): 이대호, 전준우 (133)
- 타석: 전준우 (601)
- 실질타석: 전준우 (595)
- 타수: 전준우 (539)
- 득점: 전준우 (97)
- 안타: 이대호 (176)
- 2루타: 전준우 (38)
- 타율: 이대호 (0.357)
- 출루율: 이대호 (0.433)
- 완투: 고원준 (3)
- 상대한 타자 수: 장원준 (774)
- 멀티히트: 이대호 (58)
- 견제 아웃: 강민호 (5)
- 풋아웃: 이대호 (923)
- 병살 처리: 이대호 (104)

### 퓨처스리그
- 퓨처스 올스타전 홈런레이스 우승: 김민하
- 퓨처스 올스타: 김명성, 변용선, 오태곤, 김민하
- 남부리그 볼넷: 김주현 (54)
- 남부리그 평균자책점: 이용훈 (2.83)

## 선수단
- 선발투수: 장원준, 송승준, 사도스키, 고원준, 부첵
- 구원투수: 임경완, 강영식, 김일엽, 이명우, 이정민, 진명호, 허준혁 (1990년), 배장호, 김수완, 이재곤
- 마무리투수: 김사율, 코리, 허준혁 (1985년), 이용훈, 김명성
- 포수: 강민호, 장성우
- 1루수: 이대호, 박종윤
- 2루수: 손용석, 정훈, 조성환
- 유격수: 문규현, 박준서, 양종민
- 3루수: 황재균, 허일, 박진환
- 좌익수: 김주찬, 이인구, 김문호, 정보명, 황동채
- 중견수: 전준우, 이우민
- 우익수: 손아섭
- 지명타자: 홍성흔, 오태곤, 김민하

## 여담
- 이용훈은 9월 17일 한화 전에서 KBO 퓨처스리그 역대 최초로 퍼펙트게임을 기록했다. 이는 현재까지 유일한 기록이다.
- 이 시즌 팀의 수비 범위 관련 득점 기여도는 -91.75로, KBO 리그 역대 최저 기록이다.
- 이대호는 수비 WAR -2.90에 그쳐 KBO 리그 역대 단일 시즌 최저 수비 WAR을 기록했다. 그럼에도 불구하고 공격 WAR 8.04를 기록해 전체 WAR은 5를 넘겼다.
- 조성환은 당시 규정 타석 충족 야수 중 유일하게 음수 WAR을 기록했다.
- 전준우는 KBO 리그 사상 최초로 단일 시즌 화요일 경기 100타수를 달성했다.
- 홍성흔은 KBO 포스트시즌 사상 처음으로 통산 10병살을 기록했다.
- 2012 2차 드래프트 1라운드에서 김성배를 지명하여 구단 사상 최초의 2차 드래프트 지명자가 되었다.

## 같이 보기
- 2010년 롯데 자이언츠 시즌
- 2012년 롯데 자이언츠 시즌